# Spräcklig stjärnkikare
Spräcklig stjärnkikare (Xenocephalus egregius) är en fiskart som först beskrevs av David Starr Jordan och Joseph C. Thompson, 1905.  Spräcklig stjärnkikare ingår i släktet Xenocephalus och familjen Uranoscopidae. Inga underarter finns listade i Catalogue of Life.